# 燒石站

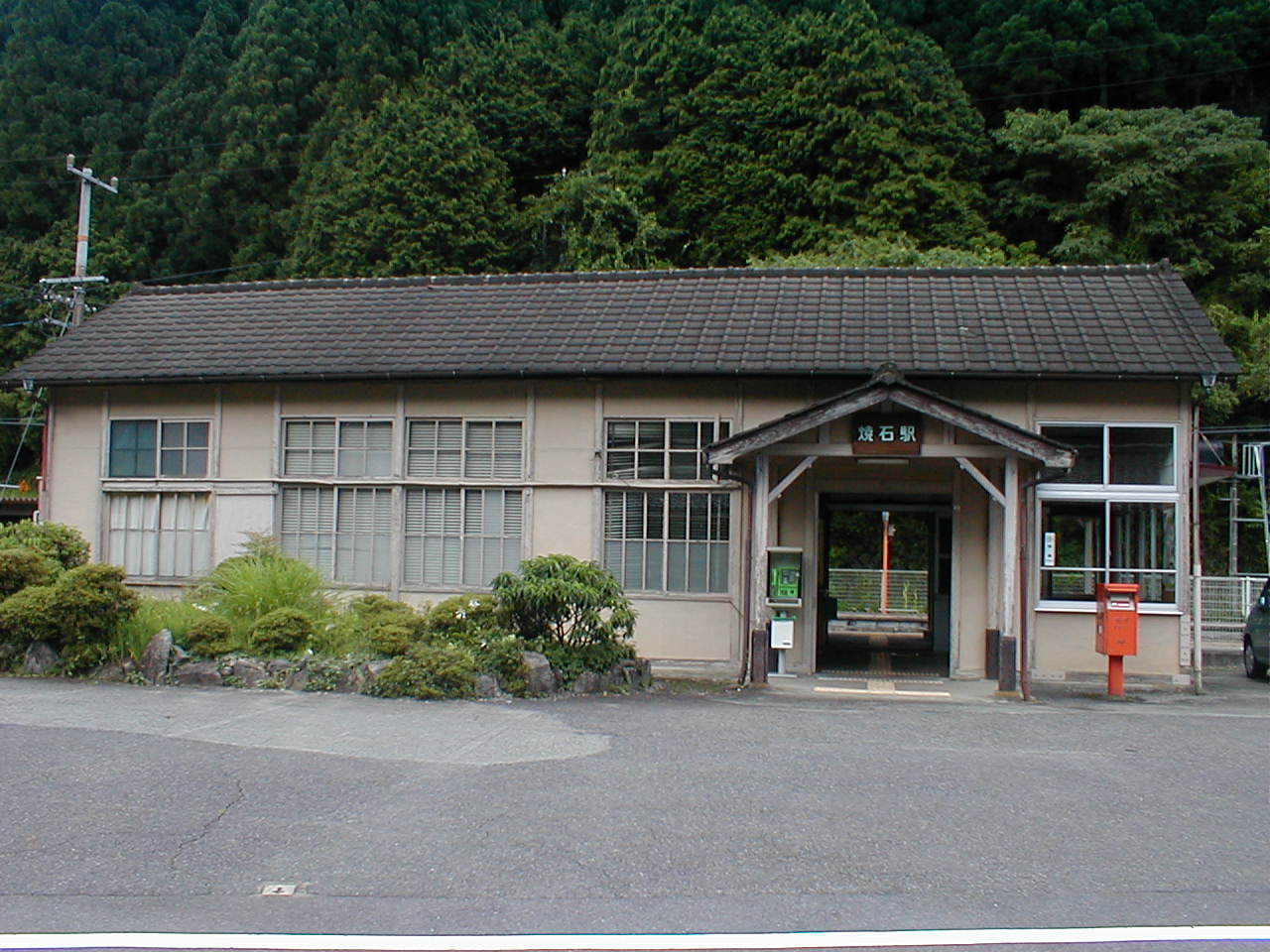
舊車站大樓(2009年)

燒石站（日语：／ Yakeishi eki */?）是位於岐阜縣下呂市燒石2828號，東海旅客鐵道（JR東海）的高山本線車站。

## 歷史
- 1929年（昭和4年）4月14日 - 高山線（在1934年改名為高山本線）飛驒金山站至此站之間開通，此站啟用。為旅客和貨物車站。
- 1930年（昭和5年）11月2日 - 高山線此站至下呂站之間開通。
- 1945年（昭和20年）1月10日 - 一架前往富山的列車於燒石站至下呂站之間的保井戶地區內第4益田川橋發生墜落事故。造成45人死亡，50人以上重傷。當時許多中原村幹部和村民在意外中犠牲。
- 1961年（昭和36年）2月21日 - 結束貨物起卸業務。
- 1985年（昭和60年）4月1日 - 成為無人車站。
- 1987年（昭和62年）4月1日 - 伴隨國鐵分割民營化，車站由東海旅客鐵道（JR東海）營運。
- 2009年（平成21年）4月26日 - 可能由於落雷，使信號機器室造成損毀。在5月1日重開前，使用代用閉塞。
- 2015年（平成27年）3月19日 - 車站大樓使用約86年後重建，新候車室開始使用。

## 車站構造

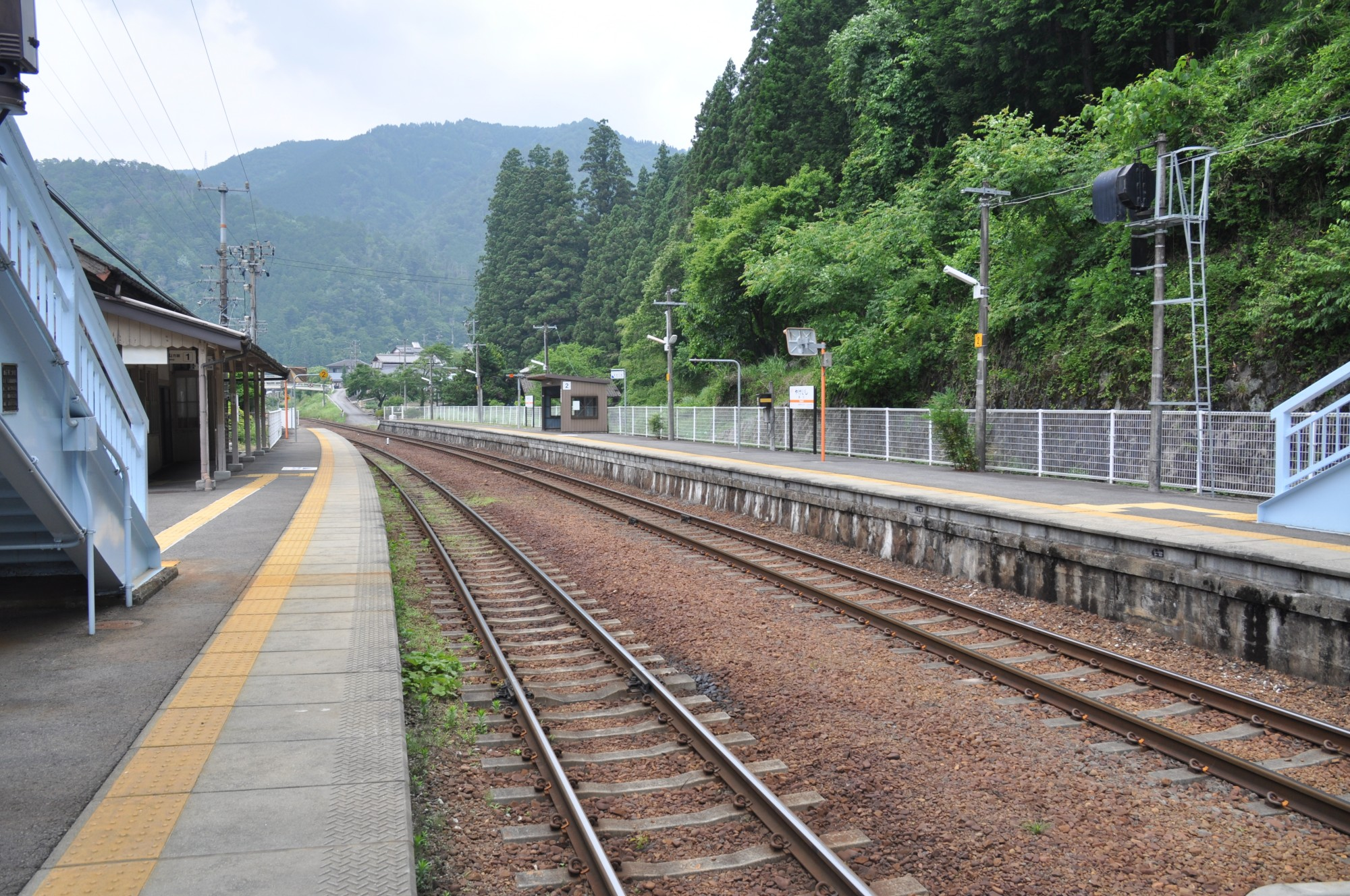
月台

車站是一座地面車站，設有2面2線相對式月台，可進行列車交會。兩月台之間設有跨線橋連接。
此站是由下呂站管理的無人車站。曾經在車站內設有旱廁，現時被取代為濕廁。

### 月台
| 月台 | 路線     | 上下行 | 方向               |
| ---- | -------- | ------ | ------------------ |
| 1    | 高山本線 | 下行   | 下呂、高山方向     |
| 2    | 高山本線 | 上行   | 美濃太田、岐阜方向 |

## 車站周邊
車站附近小型村落。
- 飛驒川（日语：飛騨川）
- 國道41號
- 岐阜縣道432號門和佐瀨戶線（日语：岐阜県道432号門和佐瀬戸線）
- 中山七里
- 下原水壩（日语：下原ダム）（為高山本線數一數二的拍攝鐵路（日语：鉄道撮影）地點）
- 天然記念物苗代櫻（日语：苗代桜）

## 巴士路線
- 下呂市社區巴士
  - 下呂巴士下呂(中原線)
  - 需求下呂

## 相鄰車站
東海旅客鐵道（JR東海）
 高山本線
飛驒金山－（福來信號站）－燒石－（少野信號站）－下呂（CG16）

## 注腳
1. ↑  JR東海移動等便利化取組報告書
2. 1 2  採用車站時間表的方向資訊。詳情參見JR東海官方網站的各站時間表 （页面存档备份，存于）（截至2015年1月）。